# Стенман, Фредрик
Фре́дрик Сте́нман (швед. Fredrik Stenman; 2 июня 1983, Чёпинг) — шведский футболист, левый защитник.

## Клубная карьера
Первым клубом Стенмана был «Мункторп БК». Профессиональную карьеру он начал в «Вестеросе» во второй лиге. В ноябре 2001 года перешёл в «Эльфсборг». Дебютировал в лиге Аллсвенскан 7 апреля 2002 года в матче против стокгольмского АИК. В июле 2003 года перешёл в «Юргорден», в составе которого должен был заменить Микаэля Дорсина. В сезонах 2004—2005 не пропустил ни одной игры в чемпионате. В 2005 году выиграл «золотой дубль» — чемпионат и кубок Швеции.
В ноябре 2005 года Стенмана за 800 тысяч евро купил леверкузенский «Байер 04». Первый матч в Бундеслиге провёл 28 января 2006 года против франкфуртского «Айнтрахта». Выдержать конкуренцию с более опытными игроками (в частности, с Марко Бабичем) и пробиться в основной состав немецкого клуба он не смог и за 2 года сыграл всего 15 матчей в чемпионате. В 2007 году он был продан в нидерландский «Гронинген». Там стал основным левым защитником команды. Первый гол в своей зарубежной карьере забил 28 октября 2009 года в матче Кубка Нидерландов против «Витесса». Первый гол в чемпионате Нидерландов забил 14 февраля 2010 года в ворота клуба «Валвейк».
23 марта 2011 года на правах свободного агента подписал контракт сроком на 3 года с бельгийским клубом «Брюгге». Фактический переход состоялся по окончании сезона 2010/11.

## Карьера в сборной
Выступал за молодёжную (до 21 года) сборную Швеции. Первый матч за молодёжную сборную провёл 20 августа 2003 года, это была товарищеская игра с командой Греции. В составе молодёжной сборной Фредрик Стенман участвовал в чемпионате Европы (U-21) 2004 года, провёл 4 матча из пяти.
Стенман дебютировал в главной сборной Швеции 25 мая 2006 года в товарищеском матче против Финляндии. Он был в заявке сборной на Чемпионате мира 2006, но на поле не вышел. С июня 2007 года до февраля 2011 года не получал вызовов в сборную. В феврале 2011 года Эрик Хамрен неожиданно вызвал Стенмана в сборную на матчи товарищеского турнира «Cyprus Cup».

## Достижения
- Чемпион Швеции (2): 2003, 2005
- Обладатель Кубка Швеции (2): 2004, 2005
- Вице-чемпион Бельгии (1): 2011/12